# Smithers (Canada)
Smithers is een plaats in het noord-westen van de Canadese provincie Brits-Columbia. Het ligt aan de rivier de Bulkley, en ongeveer halverwege de plaatsen Prince Rupert en Prince George. De plaats had in 2011 5404 inwoners.
Oorspronkelijk werd het Bulkleydal bewoond door de Wet'suwet'en. De plaats Smithers is in 1913 gesticht als regionaal hoofdkwartier van de Grand Trunk Pacific Railway, een spoorlijn tussen de havenplaats Prince Rupert en Winnipeg.
Het stadje ligt aan de voet van de Hudson Bay Mountain en heeft een vliegveld met vaste verbindingen naar Vancouver, Prince George en vliegveld Terrace-Kitimat.